# Napitupulu
Napitupulu is een bestuurslaag in het regentschap Toba Samosir van de provincie Noord-Sumatra, Indonesië. Napitupulu telt 514 inwoners (volkstelling 2010).